# Longarenus brachycephalus
Longarenus brachycephalus är en spindelart som beskrevs av Simon 1903. Longarenus brachycephalus ingår i släktet Longarenus och familjen hoppspindlar. Inga underarter finns listade i Catalogue of Life.